# Єврейське кладовище (Іллінці)
Старе єврейське кладовище — одне з двох єврейських кладовищ кіркутів у місті Іллінці Вінницької області.

## Історія
Точна дата закладення окописька залишається невідомою, хоча більшість джерел визначає орієнтовний термін створення міського єврейського цвинтаря XIX століття.

Після війни представники радянської влади та комуністичні функціонери активно сприяли руйнації і розграбунку окопища: відразу по війні при встановленні пам'ятників «совєтським визволителям» у центрі Іллінців використовувалися плити з єврейських мацев, деякі навіть забирали на підмурівки будинків в Іллінцях і навколишніх селах. а на початку 50 років ХХ століття територія поховання була засаджена деревами. 
Кладовище умовно розділено на дві частини: старішу де ховали до другої світової війни і післявоєнну.
Останні поховання на кладовищі датуються 1970 роком.

## Опис
Кладовище розташоване між сучасними вулицями Мирною і Коцюбинського.